# Ética eudemia
La Ética eudemia (en griego, Ἠθικὰ Εὐδήμεια: en latín, Ethica Eudemia) o Ética a Eudemo, a veces abreviado EE en trabajos académicos, es una obra filosófica de Aristóteles. Su foco primario es la ética, convirtiéndose en una de las fuentes primarias disponibles para estudio de la ética aristotélica junto con la Ética nicomáquea y Magna moralia. 
En la obra es nombrado Eudemo de Rodas, un alumno de Aristóteles que también pudo haber participado en editar el trabajo final. Generalmente se cree que ha sido escrito antes de la Ética nicomáquea, aunque esto no está exento de controversia. Los libros IV-VI coinciden en contenido con los libros V-VII de la Ética nicomáquea.

## Visión general
La Ética eudemia es menos conocida que la Ética nicomáquea de Aristóteles. A menudo los académicos se refieren sencillamente a esta última como Ética de Aristóteles. La Ética eudemia es más corta que la Ética nicomáquea, cuenta con ocho libros en lugar de diez, y algunos de sus pasajes más interesantes se reflejan en esta última. Los libros IV, V y VI de la Ética eudemia, por ejemplo, son idénticos a los libros V, VI y VII de la Ética nicomáquea, y como resultado, algunas ediciones ecdóticas de la Ética eudemia incluyen solo los libros I–III y VII–VIII (los libros omitidos se incluyen en la edición crítica del editor de la Ética nicomáquea).
La Ética a Eudemo ha sufrido mucho más que la Ética a Nicómaco, ya que el texto se corrompió en gran medida. Varias partes del libro se han perdido. Por ejemplo, el octavo libro se refiere en particular a una mención previa de Kalos kagathos, que no se ha encontrado. En su estado actual, la ética consta de ocho libros, el último de los cuales está incompleto. Se puede decir que este tratado es una reproducción en otras palabras del contenido de la Ética a Nicómaco.

## Diferencias entre las dos éticas
Hay ciertas diferencias entre los dos tratados: entre otras cosas, se introducen nuevas preguntas y la psicología es más pronunciada. El punto de vista es diferente: abandonamos el contexto científico de la Ética a Nicómaco, la conexión del individuo con el estado, la felicidad como el primer bien.
La Ética a Eudemo es más "práctica" que la anterior, en el sentido de que uno busca moralizar sin filosofía. Otra diferencia fundamental radica en la concepción del bien supremo: mientras que la Ética a Nicómaco tiene el primer bien en la contemplación, la Ética a Eudemo parece sustituirla por la idea de Kalos kagathos como la perfección de la virtud. El propósito y modo de esta cualidad perfecta es el servicio y la contemplación de dios, que sirve para dominar las pasiones; Todos los bienes externos deben ser elegidos para este propósito. Pero el tema de la religión no había sido tratado por Aristóteles. Este vínculo entre la virtud y la contemplación de dios se opone a la distinción tradicional aristotélica entre la vida especulativa y la práctica, esto es más del platonismo. Aparecen otras diferencias: la Ética a Eudemo se refiere en particular a la influencia de la fortuna en la felicidad, en un espíritu religioso.
Ni los comentaristas griegos, ni los escolásticos latinos, ni Tomás de Aquino se han dignado a ilustrar este tratado, a diferencia de la Ética a Nicómaco, que fue ampliamente comentada. La Magna moralia ha sufrido también la misma suerte.

## Índice
| LIBRO I: SOBRE LA FELICIDAD | LIBRO II: NATURALEZA Y GÉNESIS DE LAS VIRTUDES | LIBRO III: EXAMEN DE LAS VIRTUDES ÉTICAS | LOS LIBROS IV, V y VI                                             | LIBRO VII: SOBRE LA AMISTAD | LIBRO VIII: NOBLEZA MORAL Y VIRTUD PERFECTA                                                 |
| --- | --- | --- | ----------------------------------------------------------------- | --- | ------------------------------------------------------------------------------------------- |
| 1. La felicidad, el supremo bien 2. Naturaleza y condiciones de la felicidad 3. Opiniones sobre la felicidad 4. La felicidad y los géneros de vida 5. Opiniones sobre los bienes de la vida 6. El método 7. El objeto de la investigación: la felicidad humana 8. Opiniones sobre el bien mejor | 1. La felicidad y las virtudes intelectuales y éticas 2. El carácter: pasiones, facultades y modos de ser 3. Naturaleza de la virtud ética 4. Virtud, placeres y dolores 5. Virtud y término medio 6. Responsabilidad humana 7. Acción voluntaria e involuntaria 8. La elección y la voluntariedad de una acción 9. Definición de lo voluntario y de lo involuntario 10. La elección deliberada 11. Virtud, elección y rectitud del fin | 1. La valentía 2. La moderación y la intemperancia 3. La mansedumbre y la altivez 4. La liberalidad 5. La magnanimidad 6. La magnificencia 7. Otros modos de ser laudables o censurables | SE CORRESPONDEN CON LOS LIBROS V, VI Y VII DE LA ÉTICA NICOMÁQUEA | 1. Naturaleza de la amistad 2. Los fundamentos de la amistad 3. Amistad e igualdad 4. Amistad y desigualdad 5. Amistad y semejanza 6. El amor a sí mismo 7. Concordia, benevolencia y amistad 8. Bienhechor y favorecido 9. Amistad, justicia y comunidad 10. Amistad política o cívica 11. Algunos problemas particulares de la amistad 12. Autarquía y amistad | 1. Virtud y prudencia 2. Suerte, buena suerte y felicidad 3. La norma de la virtud perfecta |

## Contenido
Aristóteles en la Ética Eudemia considera que “la prudencia, la virtud y el placer están en el alma” (1218b 32) y la virtud es el mejor modo de ser de toda entidad que tiene un fin (1219a 8-9), luego como la función del alma vivir, su virtud es vivir una vida buena y como tal la felicidad; por consiguiente la felicidad es lo mejor y los fines y bienes mejores están en el alma (1219a 27-35); así pues la felicidad es la actividad de un alma buena (1219a 27-37). Para Aristóteles el hombre es principio de un movimiento, pues la acción es movimiento. Aristóteles enfatiza la importancia de la educación para la adquisición de las costumbres buenas:

"...el fin es el principio del pensamiento, pero la conclusión del pensamiento es el principio de la acción. Ahora bien, si la razón o la virtud son la causa de toda rectitud, si no es la
razón, entonces el fin, aunque no los medios que conducen al fin, será recto gracias a la virtud."
Ética Eudemia, 1227b 33-35

El ser humano es el único animal que es principio de ciertas acciones y la virtud resulta de los mejores acciones y pasiones de esta. Aristóteles introduce la felicidad afirmando que existen tres bienes que conducen a ella: la virtud, la prudencia y el placer. Además, que existen tres géneros de vida:
- La vida política, que se ocupa de las nobles acciones (las que se desprenden de la virtud).
- La vida filosófica, que se ocupa de la prudencia y de la contemplación de la verdad.
- La vida del placer, que se ocupa del goce y de los placeres corporales.

La felicidad, se encuentra en la vida filosófica, porque este es el mayor y el mejor de los bienes humanos; es la mejor de las cosas que puede realizar un ser humano (1217a 23-28). Debemos, por tanto, hablar de la virtud. Para Aristóteles, la virtud es la disposición que resulta de los mejores movimientos del alma y es a la vez la fuente de las mejores acciones y pasiones de esta (1220a 30- 32). “Es por tanto, ese modo de ser que nos hace capaces de realizar los mejores actos y que nos dispone lo mejor posible a un mejor bien u obrar, que está acorde con la recta razón” (1222a 8).
En la Ética Eudemia Aristóteles define dos clases de virtud, la virtud ética y la virtud intelectual, así: y puesto que las virtudes intelectuales se acompañan de razón, estas pertenecen a la parte racional, la cual, por tener razón gobierna el alma; en cambio, las virtudes, las virtudes éticas pertenecen a la parte irracional, que, a pesar de ello, por su naturaleza es capaz de seguir la parte racional. (1220a10-12). Ahora bien, aquello por la cual se obra es el término medio, del que la virtudes la causa por un acto de elección, aunque no se elige el fin, sino los medios adoptados a causa del fin, pero la virtud es la causa de que sea recto el fin de la elección (1227b). Por ejemplo, la dignidad es un término medio entre la antipatía y la obsequiosidad, la moderación es el término medio entre la intemperancia (1230b-1231a) y la amabilidad es el término medio entre el desabrimiento y la adulación (1233b 30). Concluye que el hombre es la única criatura que se parece a Dios porque puede pensar, por lo que la meta más alta del hombre es razonar (1249b 14–20).